# جیووانی کولونا (مرگ ۱۲۴۵)
جیووانی کولونا (انگلیسی: Giovanni Colonna; نامشخص – ۱ ژانویهٔ ۱۲۴۴) کشیش کاتولیک، و اسقف کاتولیک و همچنین نایب حکومت لاتین قسطنطنیه پس از اسارت و مرگ پیتر دوم کورتنی تا به زمان به به قرت رسیدن روبر یکم بود. وی افزون بر این یکی از فرماندهان پاپ در جنگ کلیدها و مذاکره‌کننده در معاهده سن جرمانو بود.